# Gerard Ciarcia
Gerard Francis Ciarcia, detto Gerry (Arlington, 23 gennaio 1953), è un ex hockeista su ghiaccio statunitense naturalizzato italiano, di ruolo difensore.

## Carriera

### Club
Difensore di stecca sinistra, dopo aver giocato in NCAA con il Bowdoin College, ha disputato alcune stagioni (dal 1979 al 1981) dividendosi tra Central Hockey League (con gli Oklahoma City Stars) e Eastern Hockey League (coi Baltimore Clippers).
Si trasferì poi nel campionato italiano, dove rimase per tutta la carriera, vestendo le maglie di SG Cortina (1981-1983), Alleghe Hockey (1983-1984), Asiago Hockey AS (1984-1987), HC Merano (1987-1988), SHC Fassa (1988-1990) e HC Milano Saima (1990-1992).
A Milano vinse uno scudetto nella sua prima stagione, ma fu poi allontanato durante l'Alpenliga della stagione successiva per contrasti con la società. Ritornò poi però nella seconda parte del campionato, raccogliendo altre 12 presenze prima del ritiro definitivo.

### Nazionale
Grazie al doppio passaporto, fu convocato diverse volte dalla Nazionale italiana.
Esordì in azzurro il 18 dicembre 1981, in una partita contro i Paesi Bassi e da allora alla sua ultima presenza, nel 1987, mise assieme cento presenze e dodici gol. Disputò cinque edizioni dei campionati mondiali (due di gruppo A, nel 1982 e nel 1983, e tre di gruppo B, nel 1985, nel 1986 e nel 1987) e ad un'edizione dei Giochi Olimpici Invernali (Sarajevo 1984).

## Palmarès

### Club
- Campionato italiano: 1

Milano Saima: 1990-1991